# Strategic Hotels & Resorts
Strategic Hotels & Resorts est un gestionnaire immobilier d'hôtels de luxe américain qui possède 18 hôtels aux États-Unis et en Allemagne.

## Histoire
En septembre 2015, la banque d'investissements Blackstone rachète Strategic Hotels & Resorts pour 6 milliards de dollars,. Alors que Blackstone annonce vouloir fusionner Strategic H&R avec Marriott International, la banque d'investissements accepte quelques mois plus tard, en mars 2016, la proposition de rachat de Strategic par la compagnie d'assurances chinoise Anbang pour 6,5 milliards de dollars,.